# Seznam medailistů na letních olympijských hrách ve skoku do dálky
Historický přehled medailistů v skok daleký na letních olympijských hrách:

## Medailisté

### Muži
| Rok  | Místo          | Zlato                  | Výkon vítěze | Stříbro                | Bronz                |
| ---- | -------------- | ---------------------- | ------------ | ---------------------- | -------------------- |
| 1896 | Atény          | Ellery Clark           | 635          | Robert Garrett         | James Connolly       |
| 1900 | Paříž          | Alvin Kraenzlein       | 718          | Meyer Prinstein        | Patrick Leahy        |
| 1904 | St. Louis      | Meyer Prinstein        | 734          | Daniel Frank           | Robert Stangland     |
| 1908 | Londýn         | Frank Irons            | 748          | Daniel Kelly           | Calvin Bricker       |
| 1912 | Stockholm      | Albert Gutterson       | 760          | Calvin Bricker         | Áberg Georg          |
| 1920 | Antverpy       | William Pettersson     | 715          | Carl Johnson           | Erik Abrahamsson     |
| 1924 | Paříž          | William DeHart Hubbard | 744          | Edward Gourdin         | Sverre Hansen        |
| 1928 | Amsterodam     | Edward Hamm            | 773          | Silvio Cator           | Alfred Bates         |
| 1932 | Los Angeles    | Ed Gordon              | 764          | Lambert Redd           | Čúhei Nambu          |
| 1936 | Berlín         | Jesse Owens            | 806          | Luz Long               | Naoto Tadžima        |
| 1948 | Londýn         | Willie Steele          | 782          | Theo Bruce             | Herb Douglas         |
| 1952 | Helsinky       | Jerome Biffle          | 757          | Meredith Gourdine      | Ödön Földessy        |
| 1956 | Melbourne      | Greg Bell              | 783          | John Bennett           | Jorma Valkama        |
| 1960 | Řím            | Ralph Boston           | 812          | Irvin Roberson         | Igor Ter-Ovanesjan   |
| 1964 | Tokio          | Lynn Davies            | 807          | Ralph Boston           | Igor Ter-Ovanesjan   |
| 1968 | Mexico City    | Bob Beamon             | 890 – OR     | Klaus Beer             | Ralph Boston         |
| 1972 | Mnichov        | Randy Williams         | 824          | Hans Baumgartner       | Arnie Robinson       |
| 1976 | Montréal       | Arnie Robinson         | 835          | Randy Williams         | Frank Wartenberg     |
| 1980 | Moskva         | Lutz Dombrowski        | 854          | Frank Paschek          | Valerij Pidlužnyj    |
| 1984 | Los Angeles    | Carl Lewis             | 854          | Gary Honey             | Giovanni Evangelisti |
| 1988 | Soul           | Carl Lewis             | 872          | Mike Powell            | Larry Myricks        |
| 1992 | Barcelona      | Carl Lewis             | 867          | Mike Powell            | Joe Greene           |
| 1996 | Atlanta        | Carl Lewis             | 850          | James Beckford         | Joe Greene           |
| 2000 | Sydney         | Iván Pedroso           | 855          | Jai Taurima            | Roman Ščurenko       |
| 2004 | Atény          | Dwight Phillips        | 859          | John Moffitt           | Joan Lino Martínez   |
| 2008 | Peking         | Irving Saladino        | 834          | Godfrey Khotso Mokoena | Ibrahim Camejo       |
| 2012 | Londýn         | Greg Rutherford        | 831          | Mitchell Watt          | Will Claye           |
| 2016 | Rio de Janeiro | Jeff Henderson         | 838          | Luvo Manyonga          | Greg Rutherford      |
| 2020 | Tokio          | Miltiadis Tentoglou    | 841          | Juan Miguel Echevarría | Maykel Massó         |
| 2024 | Paříž          | Miltiadis Tentoglou    | 848          | Wayne Pinnock          | Mattia Furlani       |

## Medailové pořadí zemí
| Pořadí             | Země                                 | Zlato | Stříbro | Bronz | Celkem |
| ------------------ | ------------------------------------ | ----- | ------- | ----- | ------ |
| 1.                 | Spojené státy americké (USA)         | 23    | 15      | 11    | 49     |
| 2.                 | Velká Británie (GBR)                 | 2     | 1       | 2     | 5      |
| 3.                 | Německá demokratická republika (GDR) | 1     | 2       | 1     | 4      |
| 4.                 | Kuba (CUB)                           | 1     | 1       | 2     | 4      |
| 5.                 | Švédsko (SWE)                        | 1     | 0       | 2     | 3      |
| 6.                 | Panama (PAN)                         | 1     | 0       | 0     | 1      |
| 7.                 | Řecko (GRE)                          | 1     | 0       | 0     | 1      |
| 8.                 | Austrálie (AUS)                      | 0     | 4       | 0     | 4      |
| 9.                 | Austrálie (AUS)                      | 0     | 2       | 0     | 2      |
| 10.                | Jihoafrická republika (RSA)          | 0     | 2       | 0     | 2      |
| 11.                | Kanada (CAN)                         | 0     | 1       | 1     | 2      |
| 12.                | Německo (GER)                        | 0     | 1       | 0     | 1      |
| 13.                | Haiti (HAI)                          | 0     | 1       | 0     | 1      |
| 14.                | Jamajka (JAM)                        | 0     | 1       | 0     | 1      |
| 15.                | Západní Německo (FRG)                | 0     | 1       | 0     | 1      |
| 16.                | Sovětský svaz (URS)                  | 0     | 0       | 3     | 3      |
| 17.                | Japonsko (JPN)                       | 0     | 0       | 2     | 2      |
| 18.                | Finsko (FIN)                         | 0     | 0       | 1     | 1      |
| 19.                | Maďarsko (HUN)                       | 0     | 0       | 1     | 1      |
| 20.                | Itálie (ITA)                         | 0     | 0       | 1     | 1      |
| 21.                | Norsko (NOR)                         | 0     | 0       | 1     | 1      |
| 22.                | Španělsko (ESP)                      | 0     | 0       | 1     | 1      |
| 23.                | Ukrajina (UKR)                       | 0     | 0       | 1     | 1      |
| Celkem po LOH 2020 | Celkem po LOH 2020                   | 29    | 29      | 29    | 87     |

### Ženy
od roku 1948
| Rok  | Místo          | Zlato                      | Výkon vítěze | Stříbro                       | Bronz                      |
| ---- | -------------- | -------------------------- | ------------ | ----------------------------- | -------------------------- |
| 1948 | Londýn         | Olga Gyarmatiová           | 569          | Noëmi Simonetto de Portelaová | Ann-Britt Leymanová        |
| 1952 | Helsinky       | Yvette Williamsová         | 624          | Alexandra Čudinová            | Shirley Cawleyová          |
| 1956 | Melbourne      | Elżbieta Krzesińská        | 635          | Willye Whiteová               | Naděžda Dvališviliová      |
| 1960 | Řím            | Věra Krepkinová            | 637          | Elżbieta Krzesińská           | Hildrun Clausová           |
| 1964 | Tokio          | Mary Randová               | 676          | Irena Szewińská               | Taťána Ščelkanovová        |
| 1968 | Mexico City    | Viorica Viscopoleanuová    | 678          | Sheila Sherwoodová            | Taťjana Talyševová         |
| 1972 | Mnichov        | Heide Rosendahlová         | 678          | Diana Jorgovová               | Eva Šuranová               |
| 1976 | Montréal       | Angela Voigtová            | 672          | Kathy McMillanová             | Lidija Alfejevová          |
| 1980 | Moskva         | Taťána Kolpakovová         | 706          | Brigitte Wujaková             | Taťjana Skačková           |
| 1984 | Los Angeles    | Anișoara Stanciuová        | 696          | Valy Ionescuová               | Susan Hearnshawová         |
| 1988 | Soul           | Jackie Joynerová-Kerseeová | 740 – OR     | Heike Drechslerová            | Galina Čisťakovová         |
| 1992 | Barcelona      | Heike Drechslerová         | 714          | Inessa Kravecová              | Jackie Joynerová-Kerseeová |
| 1996 | Atlanta        | Chioma Ajunwa              | 712          | Fiona Mayová                  | Jackie Joynerová-Kerseeová |
| 2000 | Sydney         | Heike Drechslerová         | 699          | Fiona Mayová                  | Taťjana Kotovová           |
| 2004 | Atény          | Taťjana Lebeděvová         | 707          | Irina Simaginová              | Taťjana Kotovová           |
| 2008 | Peking         | Maurren Maggiová           | 704          | Taťjana Lebeděvová            | Blessing Okagbareová       |
| 2012 | Londýn         | Brittney Reeseová          | 712          | Jelena Sokolovová             | Janay DeLoachová           |
| 2016 | Rio de Janeiro | Tianna Bartolettaová       | 717          | Brittney Reeseová             | Ivana Španovićová          |
| 2020 | Tokio          | Malaika Mihambo            | 700          | Brittney Reeseová             | Ese Brumeová               |
| 2024 | Paříž          | Tara Davisová-Woodhallová  | 710          | Malaika Mihambo               | Jasmine Mooreová           |

## Medailové pořadí zemí
| Pořadí             | Země                                 | Zlato | Stříbro | Bronz | Celkem |
| ------------------ | ------------------------------------ | ----- | ------- | ----- | ------ |
| 1.                 | Spojené státy americké (USA)         | 3     | 4       | 3     | 10     |
| 2.                 | Německo (GER)                        | 3     | 0       | 1     | 4      |
| 3.                 | Sovětský svaz (URS)                  | 2     | 1       | 6     | 9      |
| 4.                 | Rumunsko (ROU)                       | 2     | 1       | 0     | 3      |
| 5.                 | Rusko (RUS)                          | 1     | 2       | 2     | 5      |
| 6.                 | Německá demokratická republika (GDR) | 1     | 2       | 0     | 3      |
| 7.                 | Polsko (POL)                         | 1     | 2       | 0     | 3      |
| 8.                 | Velká Británie (GBR)                 | 1     | 1       | 2     | 4      |
| 9.                 | Nigérie (NGR)                        | 1     | 0       | 2     | 3      |
| 10.                | Brazílie (BRA)                       | 1     | 0       | 0     | 1      |
| 11.                | Maďarsko (HUN)                       | 1     | 0       | 0     | 1      |
| 12.                | Nový Zéland (NZL)                    | 1     | 0       | 0     | 1      |
| 13.                | Západní Německo (FRG)                | 1     | 0       | 0     | 1      |
| 14.                | Itálie (ITA)                         | 0     | 2       | 0     | 2      |
| 15.                | Argentina (ARG)                      | 0     | 1       | 0     | 1      |
| 16.                | Bulharsko (BUL)                      | 0     | 1       | 0     | 1      |
| 17.                | Sjednocený tým (EUN)                 | 0     | 1       | 0     | 1      |
| 18.                | Československo (TCH)                 | 0     | 0       | 1     | 1      |
| 19.                | Srbsko (SRB)                         | 0     | 0       | 1     | 1      |
| 20.                | Švédsko (SWE)                        | 0     | 0       | 1     | 1      |
| Celkem po LOH 2020 | Celkem po LOH 2020                   | 19    | 19      | 19    | 57     |